# Puycalvel
Puycalvel ist eine französische Gemeinde mit 215 Einwohnern (Stand: 1. Januar 2022) im Département Tarn in der Region Okzitanien. Sie gehört zum Kanton Plaine de l’Agoût und zum Arrondissement Castres. Die Bewohner nennen sich die Puycalvelois.
Sie grenzt im Nordwesten an Moulayrès, im Norden an Brousse, im Nordosten und im Osten an Lautrec, im Südosten an Cuq, im Südwesten an Serviès und im Westen an Damiatte.

## Bevölkerungsentwicklung
| Jahr      | 1962 | 1968 | 1975 | 1982 | 1990 | 1999 | 2006 | 2015 |
| --------- | ---- | ---- | ---- | ---- | ---- | ---- | ---- | ---- |
| Einwohner | 190  | 205  | 170  | 191  | 201  | 209  | 198  | 214  |